# Otomys maximus
Otomys maximus är en däggdjursart som beskrevs av Roberts 1924. Otomys maximus ingår i släktet Otomys och familjen råttdjur. Inga underarter finns listade i Catalogue of Life. IUCN godkänner Otomys maximus inte som art. Populationen infogas där i Otomys angoniensis.
Arten förekommer i södra Afrika i Angola, Zambia, Botswana och Zimbabwe. De som godkänner arten påpekar att Otomys maximus är större än Otomys angoniensis.